# Mitromica
Mitromica is een geslacht van weekdieren uit de klasse van de Gastropoda (slakken).

## Soorten
- Mitromica africana (Rolán & Fernandes, 1996)
- Mitromica calliaqua Rosenberg & Salisbury, 2003
- Mitromica christamariae Salisbury & Schniebs, 2009
- Mitromica cosmani Rosenberg & Salisbury, 2003
- Mitromica decaryi (Dautzenberg, 1932)
- Mitromica dicksoni Rosenberg & Salisbury, 2003
- Mitromica esperanza Leal & Moore, 1993
- Mitromica foveata (G. B. Sowerby II, 1874)
- Mitromica gallegoi Rolán, Fernández-Garcés & Lee, 2010
- Mitromica gratiosa (Reeve, 1845)
- Mitromica jeancateae (Sphon, 1969)
- Mitromica omanensis Herrmann & Gori, 2012
- Mitromica oryza Rosenberg & Salisbury, 2003
- Mitromica solitaria (C. B. Adams, 1852)
- Mitromica williamsae Rosenberg & Salisbury, 2003